# بير هاوغن
بير هاوغن (بالنرويجية البوكمول: Per Gunnar Haugen)‏ هو ركوب الأمواج ‏ نرويجي، ولد في 20 أبريل 1970.

## وصلات خارجية
- بير هاوغن على موقع أوليمبيديا (الإنجليزية)